# Parc naturel bavarois de la Rhön
Le parc naturel bavarois de la Rhön est situé en Allemagne, dans les arrondissements de Bad Kissingen et de Rhön-Grabfeld à l'extrême nord de la Bavière, à la jonction avec les états de Hesse et de Thuringe .

## Histoire
L'association à but spécifique du parc naturel bavarois de la Rhön a été fondée en 1967. Le 26 novembre 1982, l'ordonnance sur le parc naturel bavarois de la Rhön est promulguée. En 1997, l'association à but spécifique devient l'association Naturpark und Biosphärenreservat Bayer. Rhön e. V. (Parc naturel et réserve de biosphère de la Rhön bavaroise). En 2014, la partie bavaroise de la réserve de biosphère de la Rhön est agrandie à peu près jusqu'aux limites du parc naturel bavarois de la Rhön, passant de 72 800 ha à 130 500 ha.

## Localisation et frontières
Le parc naturel est délimité au nord par la frontière de la Bavière avec la Thuringe et la Hesse, et à l'ouest par la frontière de l'arrondissement de Bad Kissingen avec l'arrondissement de Main-Spessart.
La frontière sud et sud-est longe des voies de circulation (en grande partie, la B 287, mais aussi par endroit, des tronçons de routes départementales et de voies ferrées) de telle sorte que la vallée de la Saale franconienne qui remonte via Hammelburg jusqu'à Bad Neustadt an der Saale est incluse dans le parc. Au nord-nord-est du chef-lieu d'arrondissement, elle suit grossièrement la Streu via Mellrichstadt jusqu'à Stockheim, d'où elle passe dans l'avant-pays oriental de la Rhön en suivant approximativement la limite rocheuse du trias inférieur à l'ouest au trias moyen à l'est selon la forme d'un demi-cercle ouvert à l'est vers la frontière de l'État de Thuringe.

## Paysage

Vue depuis l'Himmeldunkberg sur le parc naturel bavarois de la Rhön.

Le parc naturel se situe entre Spessart, Vogelsberg, la forêt de Thuringe, Haßberge et Steigerwald. Il est caractérisé par des forêts mixtes, des rivières, des tourbières, des prairies et des biotopes secs.